# Горинг, Роберт
Роберт Томас Горинг (англ. Robert Thomas Goring; род. 22 октября 1949, Сен-Бонифас) — канадский хоккеист и тренер, в качестве игрока четырёхкратный обладатель Кубка Стэнли в составе «Нью-Йорк Айлендерс» (1980, 1981, 1982, 1983).

## Карьера

### Игровая карьера
На драфте НХЛ 1969 года был выбран в 5-м раунде под общим 51-м номером клубом «Лос-Анджелес Кингз». В следующем сезоне дебютировал в НХЛ, отыграв 59 матчей, играя также за фарм-клуб «Кингз» «Спрингфилд Кингз». В сезоне 1970/71 играл за «Спрингфилд Кингз» большую часть сезона, став одним из лидеров атаки и помог этой команде в 1971 году выиграть Кубок Колдера.
За следующие девять сезонов за «Кингз» Горинг стал одним из лидеров атакующих действий команды, зарабатывая в двух сезонах более 80 очков, а также выиграл два индивидуальных трофея в 1978 году Билл Мастертон Трофи, как игрок проявивший высокое спортивное мастерство и Леди Бинг Трофи, как игрок продемонстрировавший честную спортивную борьбу в сочетании с высоким спортивным мастерством. Горинг стал первым в истории полевым игроком, который выиграл две личные награды по итогам одного сезона.
В марте 1980 года был обменян в «Нью-Йорк Айлендерс», с которым в том же году завоевал Кубок Стэнли, ставшим для клубам первым в истории. В следующем сезоне его роль в команде возросла, он стал более результативен и заработал 60 очков, а «Айлендерс» завоевали второй Кубок Стэнли, а Горинг получил Конн Смайт Трофи, как самый ценный игрок плей-офф. В последующие годы «Айлендерс» завоевали ещё два Кубка Стэнли, которые были выиграны в 1982 и 1983 годах.
Последним его клубом в карьере был «Бостон Брюинз», в котором доиграв оставшуюся часть сезона 1984/85 завершил карьеру в возрасте 35 лет.
Играл за сборную Канады на Кубке Канады 1981 года, где канадцы уступили в финале советской сборной со счётом 1:8; на турнире Горинг заработал 5 очков (3+2).

### Тренерская карьера
Начал тренерскую карьеру, работая главным тренером «Бостон Брюинз» с 1985 по 1986 годы. В последующие годы работал с рядом команд из США: «Спокан Чифс» (1988—1989), «Кэпитал Дистрикт Айлендерс» (1990—1993), «Лас-Вегас Тандер» (1993—1994), «Денвер Гриззлис» (1994—1995), «Юта Гриззлис» (1995—1999), «Нью-Йорк Айлендерс» (1999—2001) и «Анкоридж Айс» (2001—2002).
В 2002 году покинул Северную Америку и уехал работать в Германию, где работал с Франкфурт Лайонс, «Крефельд Пингвин» (2002—2004) и «DEG Метро Старз» (2004—2005).

## Статистика

### Международная
| Год                     | Сборная                 | Турнир                  | Место                   |   | И | Г | П | О | Ш |
| ----------------------- | ----------------------- | ----------------------- | ----------------------- | - | - | - | - | - | - |
| 1981                    | Канада                  | КК                      | 2                       | 7 | 3 | 2 | 5 | 4 |   |
| Всего за сборную Канады | Всего за сборную Канады | Всего за сборную Канады | Всего за сборную Канады | 7 | 3 | 2 | 5 | 4 |   |